# Grabrk
Grabrk je vesnice v Chorvatsku v Karlovacké župě, spadající pod opčinu Bosiljevo. Nachází se asi 8 km jižně od Bosiljeva, asi 14 km severovýchodně od Ogulinu a asi 34 km jihozápadně od Karlovace. V roce 2011 zde žilo 117 obyvatel, v roce 2001 zde bylo 40 domů. Grabrk je největším sídlem opčiny Bosiljevo, není však jejím správním střediskem.
V blízkosti Grabrku prochází dálnice A1, u Grabrku taktéž prochází řeka Dobra. Sousedními vesnicemi jsou Dani, Malik, Mateše a Podrebar.